# Testo espositivo

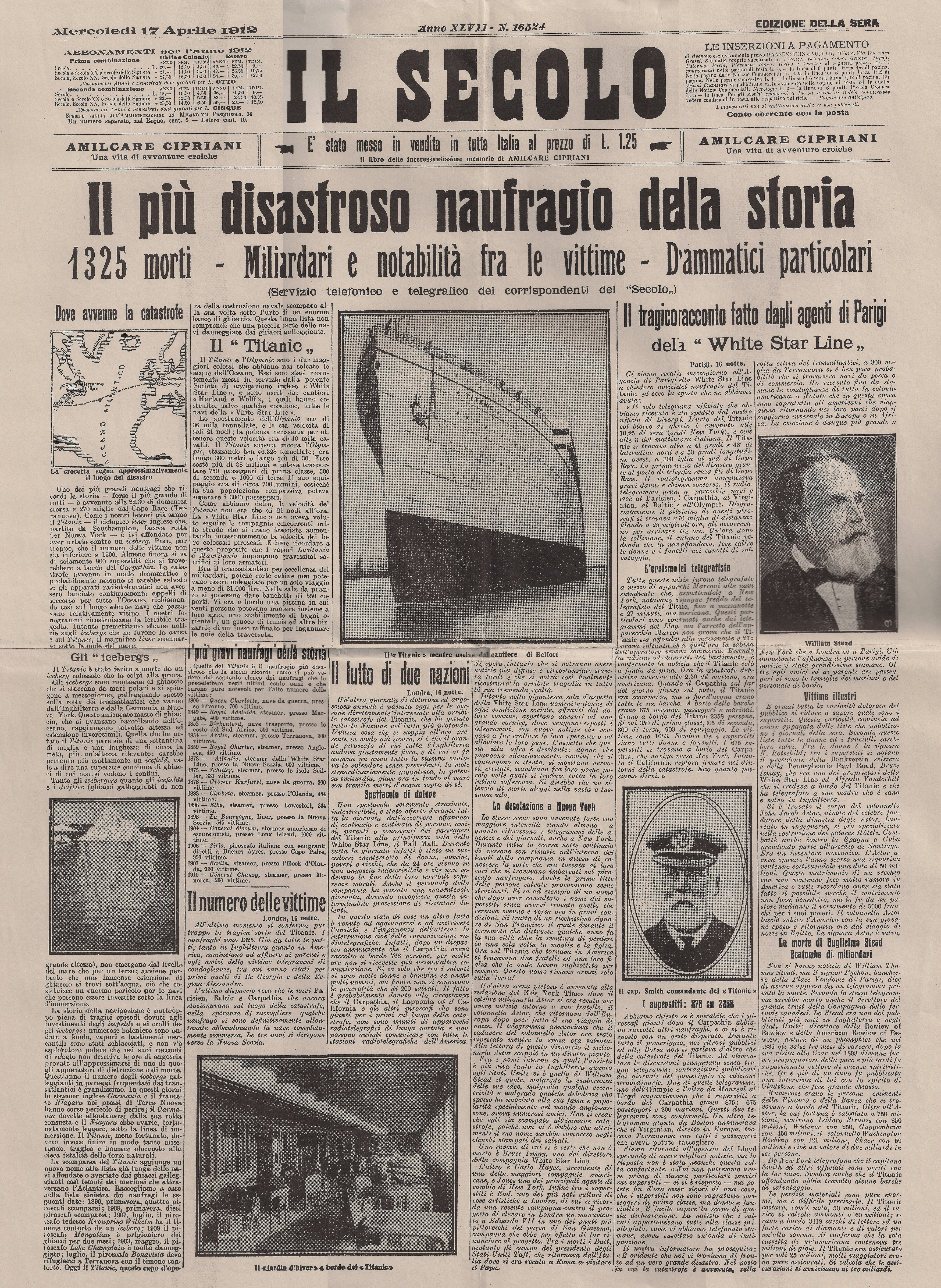
Un esempio di testo informativo: la prima pagina del quotidiano Il Secolo (17 aprile 1912), dedicata al naufragio del Titanic.

Un testo espositivo (o anche informativo o esplicativo) è un tipo di testo che ha per scopo informare il lettore, arricchire cioè le sue conoscenze su un determinato argomento. Di norma, esso fornisce in maniera chiara e ordinata le relative informazioni (dati, notizie, spiegazioni), attraverso una condivisione obbiettiva di fatti, idee o concetti. Il sapere offerto dai testi espositivi è anche illustrato e spiegato. Alcune informazioni possono essere già note al destinatario, ma vengono analizzate più in profondità e spiegate, oppure utilizzate come punto di partenza per la spiegazione di altre conoscenze.
In genere, i testi espositivi offrono informazioni su temi di interesse generale ad un pubblico non specializzato o dotato di conoscenze inferiori all'emittente. Di solito, tali testi utilizzano parole semplici e chiare; in essi, predomina il presente indicativo.
Il testo espositivo è uno dei tipi di testo più diffusi: appartengono a questo tipo i manuali scolastici e universitari, le lezioni dei docenti, gli elaborati dei discenti, le conferenze, gli esami orali, gli articoli scientifici, i verbali di riunione, gli articoli giornalistici, i lemmi dei dizionari e le voci delle enciclopedie, ma anche le guide turistiche, gli inviti e le partecipazioni, gli avvisi e gli annunci, nonché le informazioni offerte schematicamente in tabelle. Un testo espositivo può quindi essere scritto o orale.

## Tipi di testi espositivi
- Divulgativo: Un testo divulgativo stabilisce un tema o un argomento a sostegno di una tesi, dal momento che comprende argomenti di carattere sociale di temi di diversa natura; ad esempio, si può scegliere un tema o più di uno al fine di esporre un discorso.
- Specializzato: D'altro canto, gli specialisti non informano, ma pretendono di far capire aspetti come quelli scientifici, che richiedono un ricettore più specializzato, con un maggior grado di conoscenza della materia. Presentano, perciò, una maggiore complessità sintattica e lessicale. Appartengono a questa categoria i testi scientifici, giuridici e umanistici.

## Struttura
Dal punto di vista della struttura non è diverso dagli altri tipi di testo: si suddivide in paragrafi e periodi. Dal punto di vista del contenuto, gli argomenti sono presentati secondo un criterio logico. Al suo interno si possono anche distinguere le informazioni principali da quelle secondarie, che non sono cioè indispensabili ma che servono comunque a chiarire o ad ampliare le informazioni principali. In talune pubblicazioni, specie di natura didattica ma non esclusivamente, le informazioni secondarie vengono distinte da quelle principali con l'utilizzo di caratteri diversi o di dimensioni minori o con altri accorgimenti grafici. Mentre le note sono un classico esempio di informazione secondaria, schemi e tabelle possono anche contenere o riassumere informazioni principali.
Una possibile tripartizione della struttura del testo espositivo è la seguente:
- L'introduzione: viene fornita una spiegazione del modo in cui verrà trattato il tema del testo affinché susciti interesse nel destinatario.
- Lo sviluppo: è la parte più importante del testo; consiste nell'esposizione chiara dell'argomento, in cui i concetti vengono ordinati.
- La conclusione: è la parte finale del testo, dove può apparire un breve riassunto dei punti trattati nello sviluppo, e viene offerta una valutazione della presentazione o semplicemente una sintesi degli argomenti.

## Caratteristiche del testo informativo
- Chiarezza, precisione e qualità: proprio per la sua natura informativa è fondamentale che questo genere di testo utilizzi, dal punto di vista linguistico, una terminologia esatta, appropriata e inequivocabile.
- Uso preferenziale del presente atemporale e del modo indicativo. In particolare, l'uso dell'imperfetto se si tratta della descrizione di processi.
- La necessità divulgativa della comunicazione non può prescindere da un'esposizione sempre chiara e comprensibile, agevolata dall'uso di periodi non eccessivamente lunghi né complessi e da una disposizione organica e funzionale delle varie parti.
- Nella stesura di un testo informativo viene generalmente consigliata l'adozione dello stile giornalistico, in particolare della cosiddetta regola dell'ABC (Accuratezza, Brevità, Chiarezza) e della regola delle 5 W (who = chi, what = cosa, when = quando, where = dove e why = perché).
- Oggettività, intesa come la capacità di presentare dati, notizie e spiegazioni nella loro realtà di fatto senza interventi o modifiche, sia pure involontarie, da parte di chi scrive. Si parla in questo caso di linguaggio denotativo. È tuttavia possibile anche un'ulteriore distinzione fra testo informativo "oggettivo" e testo informativo "soggettivo", considerando ad esempio "oggettiva" una relazione e "soggettiva" una recensione (accentuandone da un lato gli elementi di informazione e minimizzandone dall'altro quelli di interpretazione e valutazione).
- Uso di connettori.
- Impiego di comparazioni, definizioni, elenchi e esempi.
  - Comparazione: Permette di spiegare le differenze e le somiglianze tra elementi.
  - Definizione: Presenta una nuova conoscenza, spiega un concetto o indica il significato di un termine.
  - Esempi: Forniscono casi specifici che illustrano l'argomento in questione.
  - Classificazione: Ordina gli elementi per caratteristiche comuni o categorie (che sono proprio quelli che permettono di mettere insieme una serie).

## Strutture logiche
1. Sintetizzante o induttiva: All'inizio espone i dati o le idee specifiche per arrivare alla fine o alla determinazione del tema fondamentale.
2. Analitico o deduttiva: Primo formula il soggetto e dopo lo sviluppa con dati o idee specifiche.
3. Inquadrata: Presenta al principio il soggetto che si sviluppa durante il testo, e alla fine una conclusione che rinforza o modifica l'idea iniziale.
4. Parallela: Nei testi con questo tipo di struttura le idee vengono esposte senza che ci sia necessità di coordinarle; tutti hanno lo stesso livello di importanza.

- Logica o lineare: L'informazione si articola sulla base di premesse e conclusioni, cause e effetti, ragioni e conseguenze.
- Cronologica: Affronta un fatto storico o un evento di qualsiasi tipo relazionando l'accaduto adducendo le cause, il fatto propriamente detto e le conseguenze.
- Problema-Soluzione: Si espone un problema, le sue possibili cause e le conseguenze che comporta. Dopo si propongono le possibili soluzioni e i modi di realizzarle.
- Procedurale: Questo tipo di disposizione appare in una ricetta di cucina o in un manuale per assemblare un oggetto. I passaggi da seguire per raggiungere un determinato obiettivo sono descritti in ordine.

## Tipi di struttura dei testi espositivi
1. Presentazione della causa
2. Presentazione, problema

1. Introduzione, sviluppo, conclusione
2. Esposizione della struttura narrativa
3. Esposizione della struttura descrittiva, ecc.
4. Esposizione della struttura enumerativa

## Tipologie

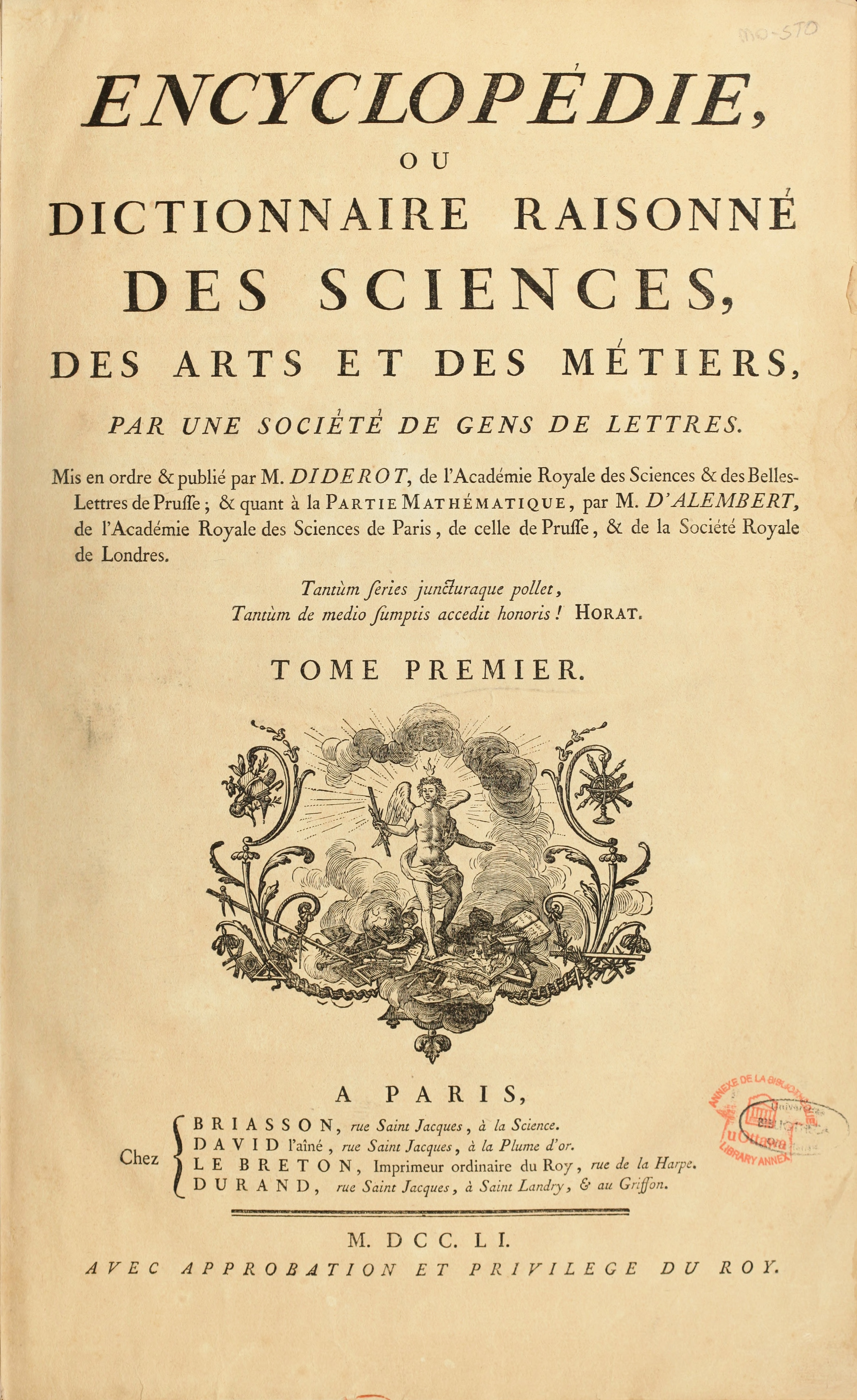
Frontespizio del primo volume della celebre Encyclopédie di Diderot e D'Alembert (1751).

Pur essendo presente un po' in tutte le epoche storiche, grazie alla capillare diffusione dell'alfabetizzazione, al generale innalzamento del livello di istruzione e al progressivo incremento delle esigenze culturali nei vari ambiti della vita civile, il testo informativo è diventato una delle forme di scrittura maggiormente utilizzate nel XX e XXI secolo. In base alle esigenze per cui è scritto e agli scopi che si prefigge, si può presentare con forme e aspetti diversi.